# Canon EOS 450D
400D 500D
Le Canon EOS 450D (« Canon EOS Digital Rebel XSi » en Amérique du Nord et « Canon EOS Kiss X2 » au Japon), est un appareil photographique reflex numérique au format APS-C de 12,2 mégapixels (4272 x 2848 photosites de 5,2 µm) fabriqué par Canon. Annoncé le 23 janvier 2008, il est sorti en mars 2008 en Europe.

## Caractéristiques techniques
Sa monture supporte les objectifs EF et EF-S. 
On peut lui ajouter tout type de flash compatible avec la technologie E-TTL II.
Par rapport à son prédécesseur, le Canon EOS 400D, il dispose d'un capteur de 12,2 mégapixels au lieu de 10,1 mégapixels, un écran plus large (3 pouces) avec visée directe (Live View) et un processeur d'images DIGIC III. 
Canon a reçu pour ce reflex le prix TIPA (Technical Image Press Association) le 11 avril 2008.
Il a été remplacé en mai 2009 par le Canon EOS 500D.